# Альварадо Монсон, Бернардо
Берна́рдо Альвара́до Монсо́н (исп. Bernardo Alvarado Monzón, 8 ноября 1925, Гватемала — 26 сентября 1972, Гватемала) — политический деятель Гватемалы, генеральный секретарь ЦК Гватемальской партии труда (с 1954 года).

## Биография
Родился в городе Гватемала в семье адвоката. Учился на юридическом факультете университета, активно участвовал в студенческом движении.
В 1949 году избран членом ЦК и Политической комиссии ЦК Гватемальской партии труда (ГПТ). В 1949—1954 гг. секретарь ЦК ГПТ по организационным вопросам.
В 1954 году избран генеральным секретарём ЦК ГПТ. Под его руководством партия приняла и воплощала в жизнь концепцию «народной революционной войны».
В 1955 году был арестован, но в результате протестов общественности в 1956 году освобожден. Выслан в Гондурас. Позднее нелегально вернулся в Гватемалу.
В сентябре 1963 года вновь арестован, подвергался пыткам. В результате кампании, развернувшейся в его защиту, был освобожден, но вскоре выслан из Гватемалы.
26 сентября 1972 был вновь схвачен национальной полицией в зоне 7 города Гватемала вместе с шестерыми другими членами Политического комитета ЦК ГПТ, после чего был убит.